# A Girl Called Dusty
Albums de Dusty Springfield
Ev'rything's Coming Up Dusty
(1965)
A Girl Called Dusty est le premier album de Dusty Springfield, sorti en 1964.

## L'album
Il fait partie des 1001 albums qu'il faut avoir écoutés dans sa vie.

### Titres

#### Face A
1. Mama Said (en) (Luther Dixon, Willie Denson) (2:14)
2. You Don't Own Me (John Madara, David White) (2:30)
3. Do Re Mi (Forget About the Do and Think About Me) (Earl King) (2:20)
4. When the Lovelight Starts Shining Through His Eyes (Lamont Dozier, Brian Holland, Edward Holland, Jr.) (3:07)
5. My Colouring Book (Fred Ebb, John Kander) (3:03)
6. Mockingbird (en) (Inez Foxx, Charlie Foxx) (2:34)

#### Face B
1. Twenty Four Hours From Tulsa (Burt Bacharach, Hal David) (3:07)
2. Nothing (Frank Augustus, Bob Elgin, Clarence Lewis Jr.) (2:29)
3. Anyone Who Had a Heart (Burt Bacharach, Hal David) (3:11)
4. Will You Love Me Tomorrow (Gerry Goffin, Carole King) (2:40)
5. Wishin' and Hopin' (Burt Bacharach, Hal David) (2:56)
6. Don't You Know (Ray Charles) (2:53)

### Musiciens
- Dusty Springfield : voix
- The Breakaways : chœurs
- Ivor Raymonde : chef d'orchestre